# Dora Brandes
Dora Brandes er en tysk stumfilm fra 1916 af Magnus Stifter.

## Medvirkende
- Asta Nielsen som Dora Brandes
- Ludwig Trautmann som Gustav Calvia
- Max Laurance som d'Albert